# Podborsko
Podborsko (niem. Kiefheide) – wieś w województwie zachodniopomorskim, w powiecie białogardzkim, w gminie Tychowo. Według danych UM na dzień 31 grudnia 2014 roku wieś miała 44 stałych mieszkańców. Wchodzi w skład sołectwa Borzysław.

## Położenie
Wieś leży w lesie ok. 3,5 km na zachód od Borzysławia, ok. 8 km na zachód od Tychowa, przy drodze wojewódzkiej nr 169, przy linii kolejowej nr 404 Szczecinek – Kołobrzeg.
W latach 1950–1998 wieś należała do województwa koszalińskiego.

## Historia

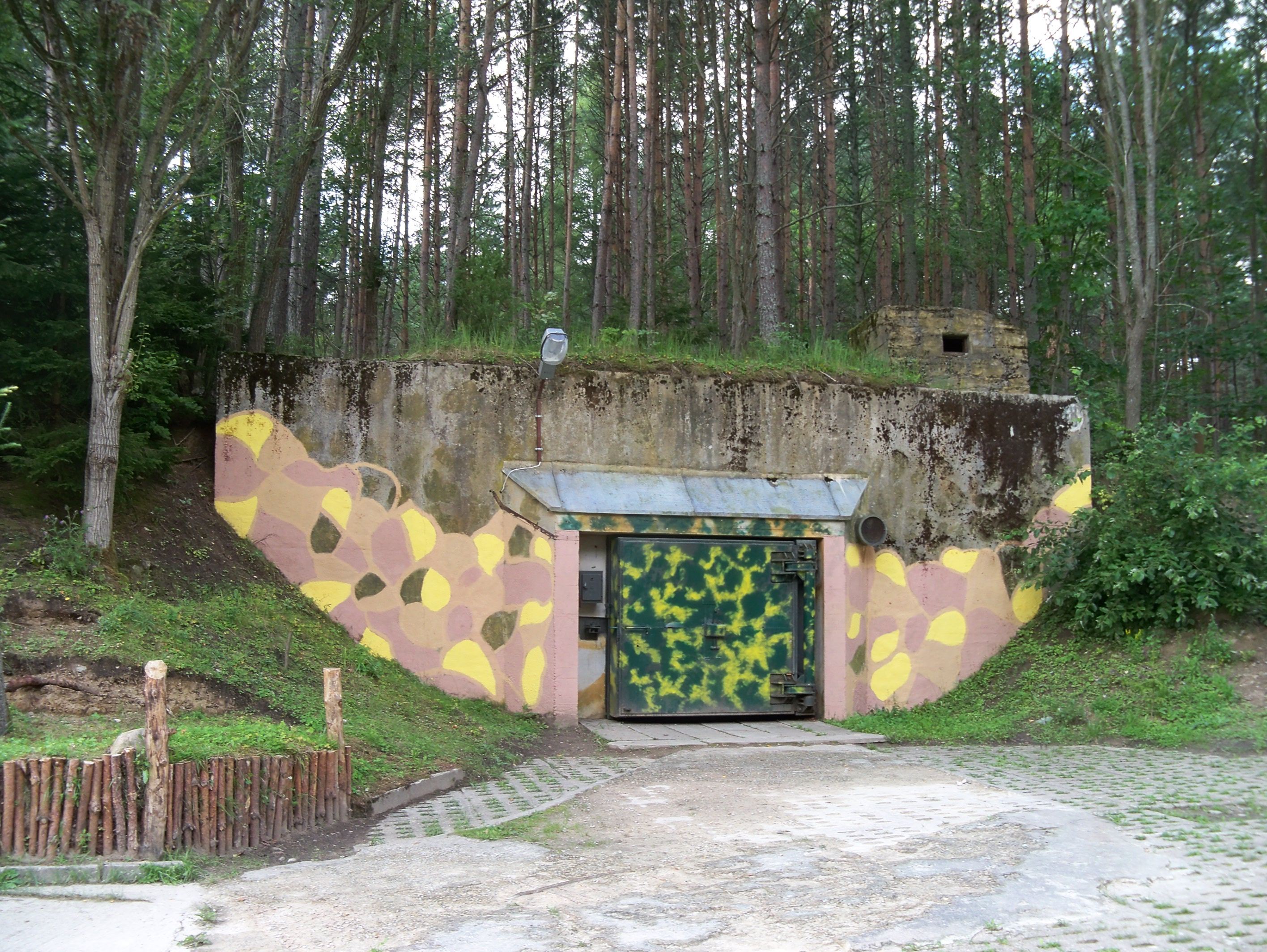
Muzeum Zimnej Wojny w Obiekcie 3001 - dawnym magazynie amunicji atomowej

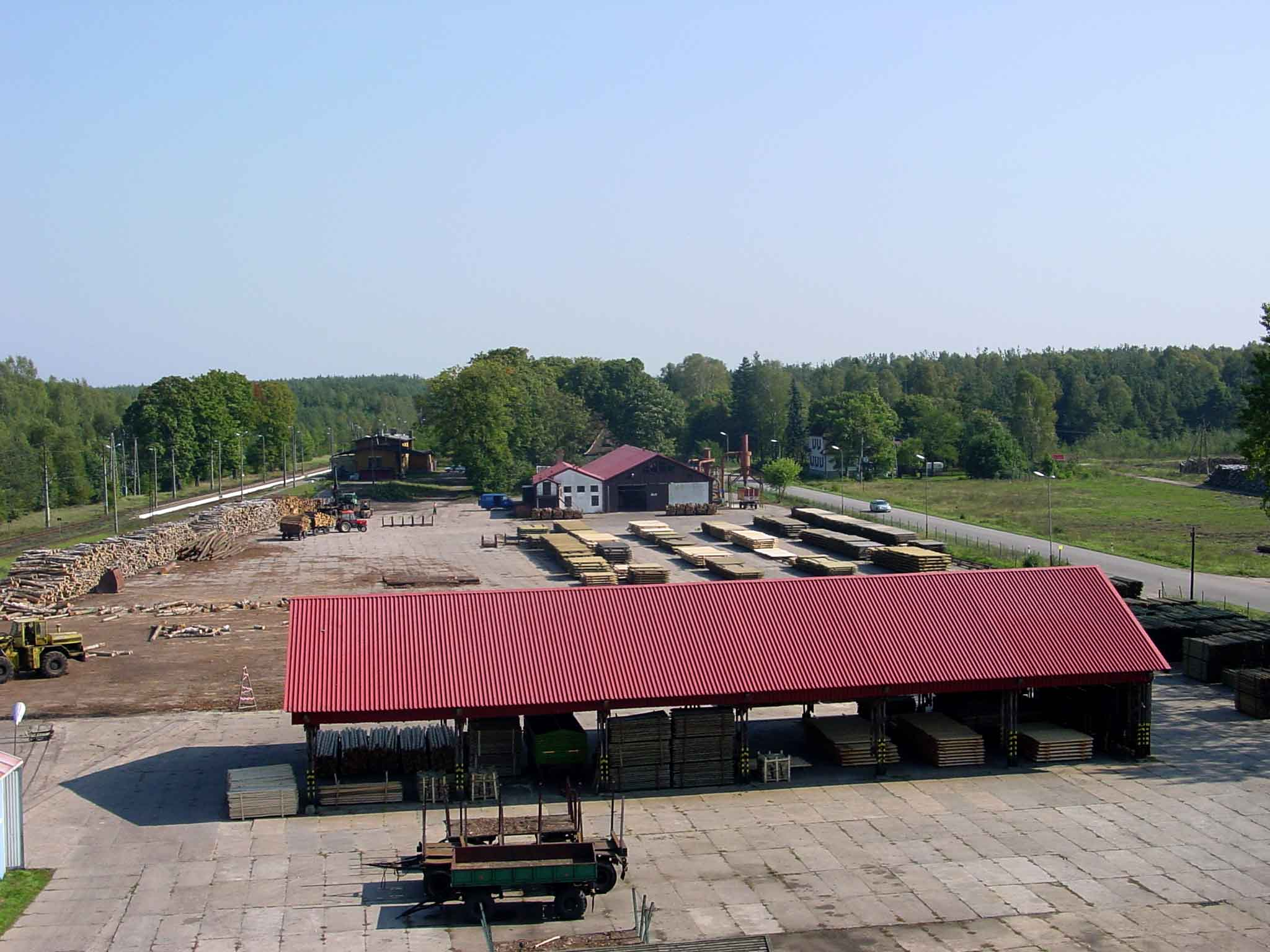
Widok na zakład drzewny

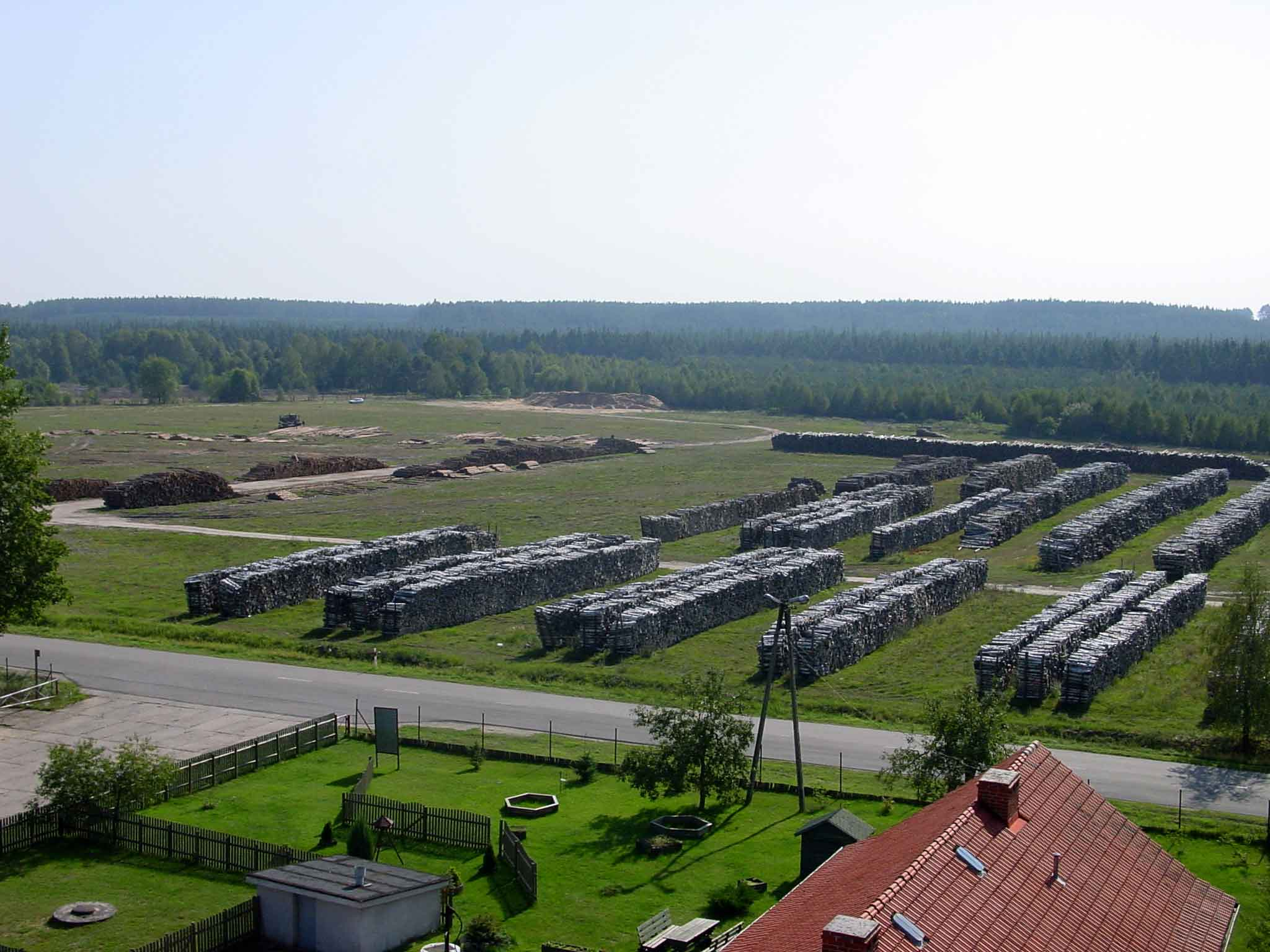
Widok na zakład drzewny

Miejscowość powstała pod koniec XIX wieku, zamieszkiwana przez pracowników leśnych. W latach 1953–1994 w Podborsku była zlokalizowana jednostka Wojska Polskiego „38 Poligon Lotniczy” obsługująca pobliski poligon lotniczy (53°54'15"N 16°8'39"E), na którym ćwiczyli lotnicy z Zegrza Pomorskiego, a następnie ze Świdwina. Obecnie były budynek koszarowy wykorzystywany jest przez Młodzieżowy Ośrodek Wychowawczy.

## Zabytki
- kompleks koszarowy po byłej armii ZSRR znajduje się w pobliżu wsi. W kompleksie zlokalizowane były od końca lat 60. XX wieku składy radzieckiej broni nuklearnej przeznaczonej do przekazania i użycia w wypadku wojny przez LWP – jedne z trzech tego typu na terenie Polski (skład specjalny 3001[4], pozostałe mieściły się w Brzeźnicy-Kolonii koło Jastrowia (nr 3002) oraz w Templewie nad jeziorem Buszno (nr 3003); potencjalnie broń atomowa mogła być przetransportowana na Lotnisko Szprotawa-Wiechlice). Broń wycofano przed wycofaniem wojsk radzieckich z Polski w 1993 roku. W 2005 obiekt przekazano Służbie Więziennej i utworzono tu oddział zewnętrzny aresztu śledczego w Koszalinie. Od 2015 obiekt przejęło Muzeum Oręża Polskiego w Kołobrzegu, które we wrześniu 2016 otworzyło tu wystawę "Muzeum Zimnej Wojny"[5].
- cmentarzysko kurhanowe położone na terenie byłego poligonu lotniczego Wojska Polskiego.
- obóz jeniecki zestrzelonych lotników alianckich Stalag Luft IV założony w 1944 przez Niemców, ok. 3 km na północny wschód w głąb lasu, pomiędzy Podborskiem a Modrolasem
- pomnik poświęcony angloamerykańskim jeńcom wojennym na placu przed stacją kolejową. Na głazie wspartym na kilkunastu ręcznych narzędziach rolniczych znajduje się napis (w językach polskim i angielskim): Od maja 1944 do lutego 1945 z dworca Kiefheide (Podborsko) do obozu "Stalag Luft 4 Gross Tychow" drogą niewoli przeszło 10 000 jeńców wojennych USA i koalicji antyhitlerowskiej

- 55-metrowa wieża, służąca niegdyś do obserwacji ćwiczeń lotnictwa wojskowego na pobliskim poligonie, zlokalizowana w południowej części wsi w lesie. Obecnie należy do Nadleśnictwa, które w okresie od wiosny do jesieni prowadzi obserwację (w promieniu około 50 km) celem wypatrywania pożarów lasów. Wieża nie jest dostępna dla turystów.

## Turystyka
Jezioro Dobrowieckie Małe i Wielkie – kąpielisko nie strzeżone. Miejsce do biwakowania, parking, lasy bogate w runo leśne.
Przy drodze Podborsko – Przegonia Jezioro Rybackie.
Przez las przebiega oznakowany turystyczny szlak  Szlak „Solny”.
Szlak kajakowy rzeki Liśnicy.

## Przyroda
Miejsce żerowania żurawi.

## Gospodarka
W Podborsku mieści się zakład przetwórstwa drzewnego.

## Komunikacja
W miejscowości znajduje się stacja kolejowa z początku XX wieku.
Nie ma przystanku komunikacji autobusowej.